# Basilia nodulata
Basilia nodulata är en tvåvingeart som beskrevs av Maa 1971. Basilia nodulata ingår i släktet Basilia och familjen lusflugor. Inga underarter finns listade i Catalogue of Life.